# Фотометрия
Фотометрия (др.-греч. φῶς, родительный падеж φωτός — свет и μετρέω — измеряю) — общая для всех разделов прикладной оптики научная дисциплина, на основании которой производятся количественные измерения энергетических характеристик поля излучения.
В основе фотометрии как науки лежит разработанная А. Гершуном теория светового поля.
На практике положения теории светового поля реализуются инженерной дисциплиной — светотехникой.

## История
Первый из законов фотометрии — закон обратных квадратов — был сформулирован Иоганном Кеплером в 1604 году.
{\displaystyle E={I \over r^{2}}\cos i},
где:
- {\displaystyle E} — освещённость
- {\displaystyle r} —расстояние от источника до объекта
- {\displaystyle I} —сила света точечного источника
- {\displaystyle i} —угол падения лучей относительно нормали к поверхности.

Фотометрия как наука началась в 1760-х с работ Ламберта, сформулировавшего закон диффузного отражения света (закон Ламберта) и Бугера, сформулировавших закон поглощения света (закон Бугера — Ламберта — Бера).
Использование термина «свет» применительно к описанию поля излучения в любой области спектрального диапазона оптического излучения, а не только в видимой его области, в настоящее время является общепризнанным («скорость света», «луч света»).
Указание на применение в каждом конкретном случае энергетических или световых единиц устраняет все поводы к добросовестным недоразумениям. Иными словами Фотометрия — раздел оптики, в котором исследуются энергетические характеристики света при его испускании, распространении и взаимодействии с телами. Оперирует фотометрическими величинами.
В физической оптике интенсивность поля электромагнитного излучения определяется квадратом модуля вектора напряженности электромагнитного поля E, (который является основной рассчитываемой величиной в физической оптике), и характеризуется плотностью поля (нем. Energiedichte) dw:
{\displaystyle dw=dE/dV=\epsilon \cdot |E|}
где dV — элемент объёма в заданной точке пространства, а dE есть энергия поля, заключенного в данном объёме в рассматриваемый момент времени.
При этом ε — диэлектрическая проницаемость среды, в которой распространяется излучение.
В оптическом диапазоне спектра частоты электромагнитных колебаний настолько высоки, что непосредственное измерение модуля этого вектора (в отличие от радиотехники) невозможно. Современными техническими средствами обеспечивается лишь усреднённое значение этой величины в интервале времени, характеризующемся инерционностью приёмника излучения.
Эффекты взаимодействия излучения с веществом, в том числе и с приемником излучения, лежащие в основе выработки несущего информацию сигнала, определяются именно поглощенной энергией излучения, а не напряженностью электромагнитного поля.
Переход на использование в теоретической оптике энергетических характеристик поля привёл бы к нелинейности уравнений, что лишило бы оснований использование принципа суперпозиции, как базового принципа, позволяющего объяснить многие оптические явления.
Кроме того, уравнения Максвелла, позволяющие вычислить значения Е не учитывают в явном виде ни геометрии поля излучения, ни его фотометрических характеристик, и потому современная теория оптических приборов не использует математического аппарата теории Максвелла во всей полноте.
Будучи ориентированной на практику, теория оптических приборов продолжает базироваться на использовании геометрической оптики и закона сохранения энергии.
Существует официально признанная совокупность терминов, описывающих энергетические характеристики поля излучения.
В связи с этим теоретик светового поля Гершун говорил:
 Тот, кто при попытке описания светового поля пользуется термином «интенсивность» либо намеренно отказывается от возможности его количественного описания, либо не понимает того, о чём говорит

## Теория светового поля
Исходной энергетической характеристикой поля излучения является «спектральная плотность энергетической яркости».
{\displaystyle B(\lambda )=d(E)/[d(\lambda )\cdot d(t)\cdot dS\cdot d(\omega )]},
обозначающая долю энергии излучения, лежащую в единичном интервале длин волн, проходящей за единицу времени через перпендикулярную распространению излучения площадку единичной площади и распространяющуюся в пределах единичного телесного угла. Если добавить к этому ещё и ориентацию плоскости поляризации, то совокупность значений спектральной плотности яркости исчерпывающим образом описывает поле излучения.
Спектральная плотность яркости есть скаляр, величина которого зависит от ориентации в пространстве нормали к площадке dS. Откладывая в желаемом масштабе значения B(λ) по разным направлениям нормали при различной ориентации площадки, получаем тело спектральной плотности яркости, как исходную характеристику поля неполяризованного излучения для данной точки поля излучения.

## Фотометрические измерения
Фото́метр — прибор для измерения каких-либо из фотометрических величин, чаще других — одной или нескольких световых величин.
При использовании фотометра осуществляют определённое пространственное ограничение потока излучения и регистрацию его приёмником излучения с заданной спектральной чувствительностью. Освещённость измеряют люксметрами, яркость — яркомерами, альбедо — альбедометрами, световой поток и световую энергию — с помощью фотометра интегрирующего. Приборы для измерения цвета объекта называют колориметрами. В фотографии и кинематографе световые величины измеряются фотоэкспонометром.